# نعوم كانيل
نعوم كانيل (بالعبرية: נועם קניאל) (مواليد 18 أغسطس 1962)، هو مغني وملحن إسرائيلي. بدأ الغناء والشهرة بعمر صغير، حيثُ بدأ بعمر الـ8 سنوات. باع أكثر من 8 ملايين تسجيل له. وعرف بغنائه للعديد من أغاني الرسوم المتحركة بالنسخة الإنجليزية مثل جريندايزر، الأحلام الذهبية، أبطال ليوكو، الحارس الشجاع وقوة غليتر.

## روابط خارجية
- نعوم كانيل على موقع IMDb (الإنجليزية)
- نعوم كانيل على موقع ألو سيني (الفرنسية)
- نعوم كانيل على موقع ميوزك برينز (الإنجليزية)
- نعوم كانيل على موقع ميوزك برينز (الإنجليزية)
- نعوم كانيل على موقع أول موفي (الإنجليزية)
- نعوم كانيل على موقع ديسكوغز (الإنجليزية)
- نعوم كانيل على موقع ديسكوغز (الإنجليزية)
- نعوم كانيل على موقع قاعدة بيانات الفيلم (الإنجليزية)
- نعوم كانيل على موقع كينوبويسك (الروسية)